# Зона, придатна для життя

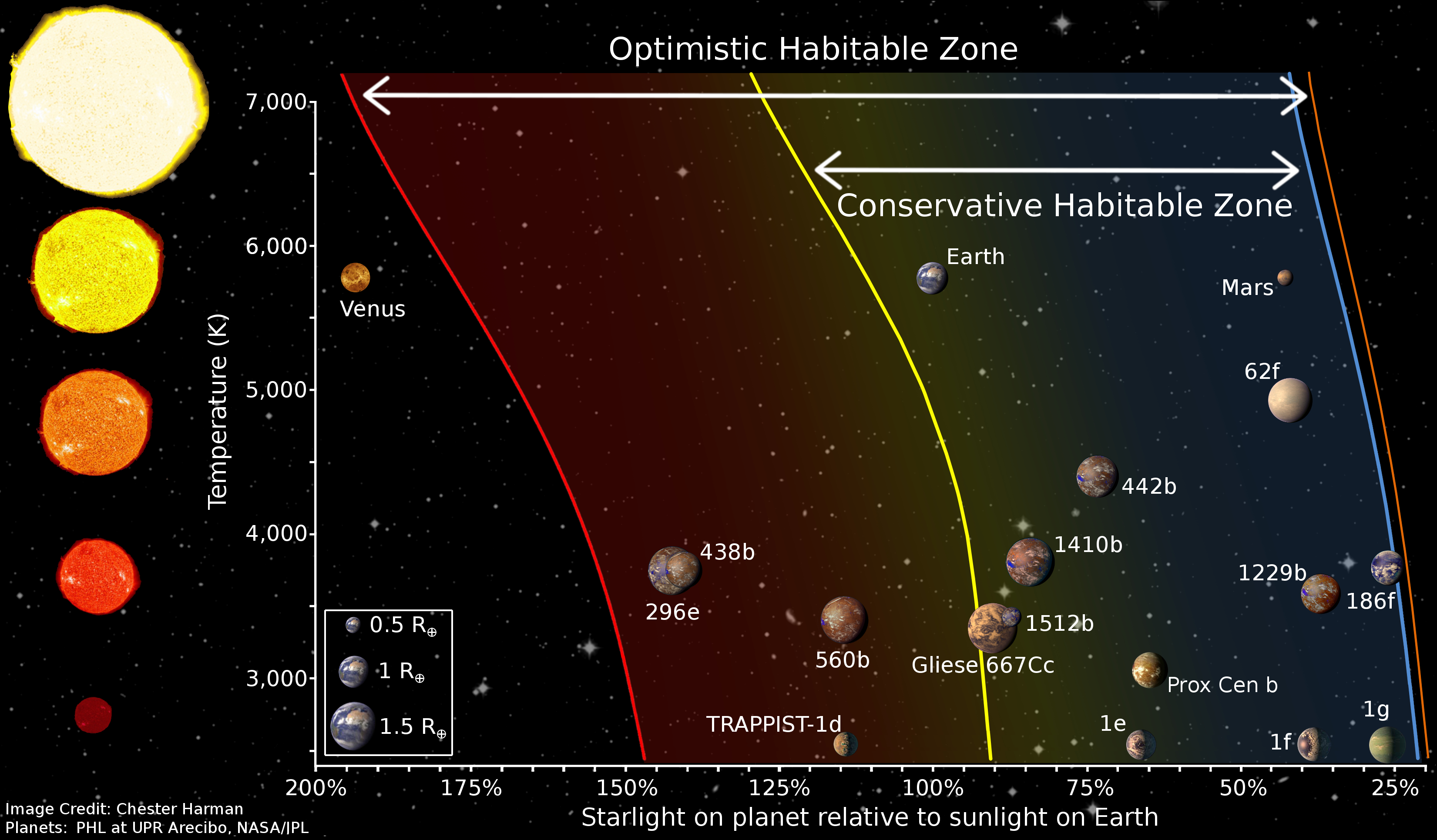
Діаграма, що зображує межі зони проживання навколо зірок і те, як на межі впливає тип зірки. Цей графік включає планети Сонячної системи (Венеру, Землю та Марс), а також особливо важливі екзопланети, такі як TRAPPIST-1d, Kepler-186f і наш найближчий сусід Проксима Центавра b.

Зо́на, при́датна для життя́ також Зона проживання (англ. Habitable zone) (в астрономії) — ділянка поблизу зорі, де температура, створювана внаслідок поглинання випромінювання зорі твердою поверхнею екзопланети чи іншого твердого тіла, придатна для існування рідкої води. Рідка вода сьогодні вважається необхідною умовою для можливості виникнення життя земного типу, оскільки вона потрібна для біохімічних реакцій.
Астрономи для позначення зони, придатної для життя, можуть уживати англомовний термін Goldilocks Zone («Зона Златовласки»). Вислів походить з англійської казки «Златовласка і три ведмеді». Стівен Гокінг казав: «подібно до Златовласки, розвиток розумного життя вимагає, щоб планетарні температури були „якраз“», тобто на планеті повинно бути не надто гаряче і не надто холодно. Також зустрічається схожий за змістом термін «зорі Златовласки» для позначення зір K-класу.

## Фізичні характеристики
Зоря випромінює енергію у вигляді світла згідно з законом чорного тіла, і, відповідно, потік випромінювання з одиниці площі зорі залежить від її ефективної температури: чим вища температура поверхневих шарів, тим більша кількість енергії, що випромінюється з одиниці площі поверхні зорі за секунду. Разом з тим, чим більша площа поверхні зорі, яка пропорційна квадрату її радіусу, тим більша загальна кількість випроміненої зорею енергії за одиницю часу й, відповідно, її світність.
Потік випромінювання від зорі зменшується пропорційно квадрату пройденої відстані, тому чим далі від зорі перебуває якесь космічне тіло (планета, карликова планета комета чи астероїд), тим менший потік випромінювання від зорі падає на одиницю його поверхні, і відповідно, тим менше ця поверхня нагрівається поглинутим промінням. На певній відстані від зорі внаслідок поглинання потоку випромінювання температура на поверхні цього тіла становитиме близько 100 °C (температура кипіння води за земного атмосферного тиску). Ця відстань дає ближню межу, за якою вода може перебувати в рідкому стані. З віддаленням космічного тіла від зорі потік випромінювання, що падає на його поверхню, зменшується, і на певній відстані від зорі температура поверхні тіла становитиме 0 °C (температура замерзання води). Ця відстань дає зовнішню межу, до якої вода може існувати в рідкому стані на поверхні космічного тіла.
Таким чином, порівнюючи з Сонячною системою, відстань від зорі, на якій існує зона, придатна для життя земного типу, обчислюється виходячи з розміру та світності зорі. Центр зони життя для кожної конкретної зорі обчислюється за формулою:
{\displaystyle d_{AU}={\sqrt {L_{star}/L_{sun}}}}
де
{\displaystyle d_{AU}\,} — середній радіус зони, придатної для життя, в астрономічних одиницях,
{\displaystyle L_{star}\,} — світність зорі,
{\displaystyle L_{sun}\,} — світність Сонця.

## Сонячна система

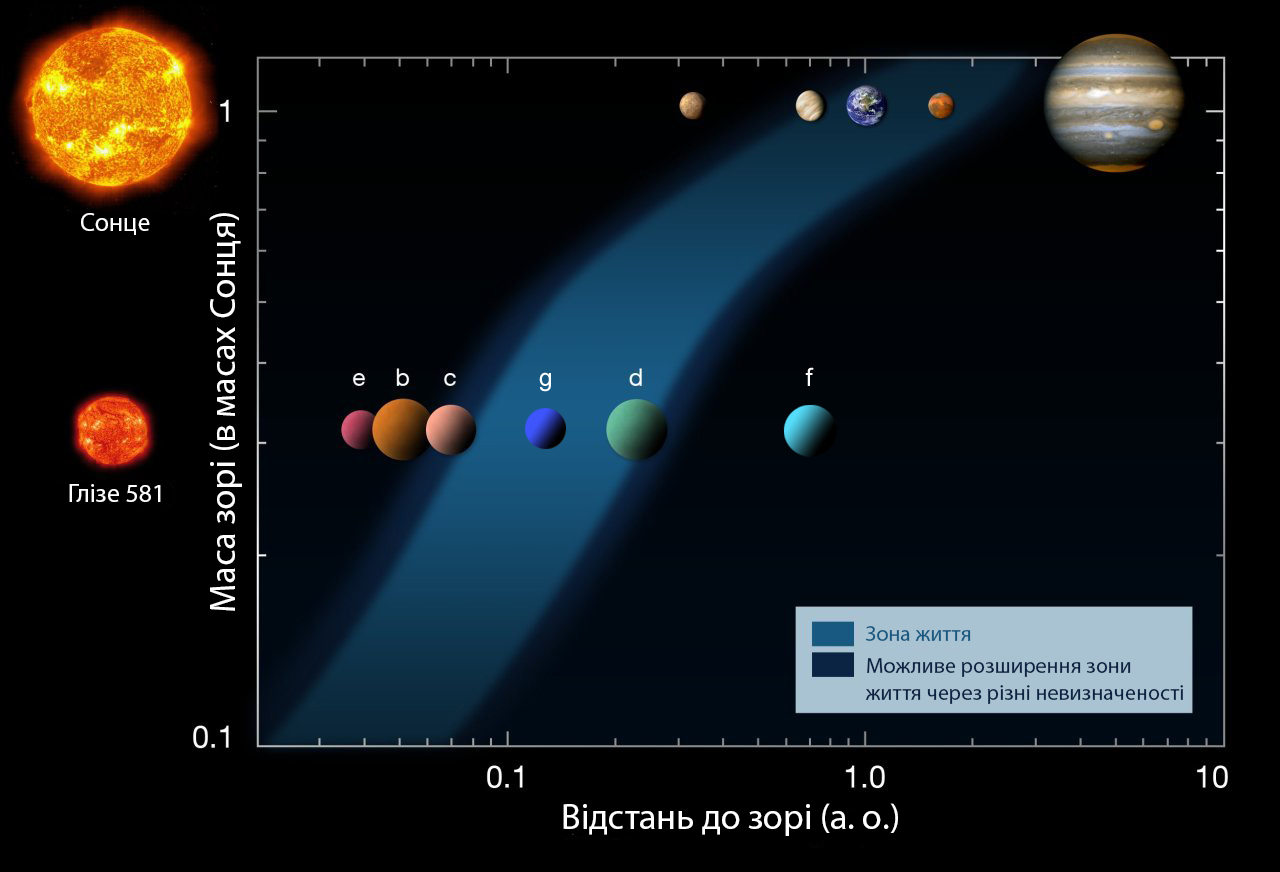
Зона, придатна для життя, в планетних системах Сонця і Глізе 581

У Сонячній системі зона, придатна для життя, охоплює проміжок від 0,38 до 10,0 астрономічних одиниць від Сонця. У цій ділянці чи поблизу неї розташовані численні об'єкти планетарної маси, які одержують достатньо сонячного світла для того, щоб температура на них піднімалася вище від точки замерзання води, зокрема планети Меркурій, Венера, Земля та Марс. А втім, атмосферні умови на них значно різняться.
Науковці вважають, що колонізація космосу в Сонячній системі на першому етапі охопить саме зону, придатну для життя[джерело?].

### Температура на орбіті Землі
Оскільки орбіта Землі не є колом, то необхідно враховувати параметри еліпса. Радіус земного афелію рівний:
{\displaystyle R_{EA}=1,52097701\cdot 10^{11}}м
Радіус земного перигелію рівний:
{\displaystyle R_{EP}=1,47098074\cdot 10^{11}}м.
Величина півосі земної орбіти:
{\displaystyle a_{E}=R_{E.orb}=1,495978875\cdot 10^{11}}м, а величина ексцентриситету:
{\displaystyle \epsilon _{E}={\frac {\xi _{E}-1}{\xi _{E}+1}}=0,016710219},
де {\displaystyle \xi _{E}={\frac {R_{EA}}{R_{EP}}}=1,033988392}.
Сонячна світність — постійна для Сонячної системи величина:
{\displaystyle L_{\text{Sol}}=4\pi R_{\text{Sol}}\sigma T_{\text{Sol}}^{4}=3,8460\cdot 10^{26}}Вт, де:
{\displaystyle R_{\text{Sol}}=6,955\cdot 10^{8}} м — радіус Сонця;
{\displaystyle T_{\text{Sol}}=5780} К — температура поверхні Сонця;
{\displaystyle \sigma ={\frac {\pi ^{2}k_{B}^{4}}{60c^{2}\hbar ^{3}}}=5,6703730\cdot 10^{-8}} Вт/(м2·К4) — стала Стефана — Больцмана.
Значення температури (потенційне) на орбіті Землі визначається формулою:
{\displaystyle T_{i}=\left({\frac {L_{\text{Sol}}}{4\pi R_{i}^{2}\sigma }}\right)^{1/4}}К.
Температура на орбіті для різних крайніх точок подана в Таблиці 1:
| n/n | Радіус орбіти, м                                         | Температура, К |
| --- | -------------------------------------------------------- | -------------- |
| 1   | {\displaystyle R_{EP}=1,47098074\cdot 10^{11}}           | 397,4          |
| 2   | {\displaystyle a_{E}=R_{E.orb}=1,495978875\cdot 10^{11}} | 394,1          |
| 3   | {\displaystyle R_{EA}=1,52097701\cdot 10^{11}}           | 390,8          |

Очевидно, що значення температури випромінювання Сонця на орбіті Землі достатні для існування води у всіх її станах. Температура плавлення води дорівнює:
{\displaystyle T_{m}(H_{2}O)=273,16} К, а температура випаровування:
{\displaystyle T_{w}(H_{2}O)=373,16}К.
Таким чином, на всіх ділянках орбіти Землі маємо діапазон потенційних температур (390,8—397,4) К, який перевищує температуру кипіння води. Це створює певний запас на відбиття сонячних променів від атмосфери, суші землі, води та снігу (льоду). Також очевидно, що Марс не відповідає цій умові, оскільки не має запасу міцності з відбиття від своєї поверхні й атмосфери. Потенційна температура на орбіті Марса дорівнює:
{\displaystyle T_{\text{Mars}}=\left({\frac {L_{Sol}}{4\pi R_{\text{Mars}}^{2}\sigma }}\right)^{1/4}=319,255} К, де {\displaystyle R_{\text{Mars}}=2,27939\cdot 10^{11}}м — радіус орбіти Марса.

## Планетні системи навколо інших зір

### Система Глізе 581
Глізе 581 c, друга планета в системі червоного карлика Глізе 581 (20 світлових років від Землі), є прикладом екзопланети, розташованої в зоні, придатній для життя. Теоретично на ній може існувати життя земного типу[джерело?].

### Система TRAPPIST-1
2017 року повідомлено про відкриття трьох планет, розташованих у зоні життя на орбіті зорі TRAPPIST-1.

## Інші необхідні умови для виникнення життя земного типу
Урахування всіх необхідних для існування життя умов визначає життєпридатність планети.
1. Наявність джерела енергії.
  - Найпотужнішим, але не єдиним джерелом звичайно виступає материнська зоря. За інтенсивністю передачі енергії від центральної зорі планеті визначається зона, придатна до життя.
  - Також може бути енергія припливів від гравітаційної взаємодії з іншими небесними тілами.
  - Енергія ядра планети.
  - Хімічна енергія тощо.
2. Рівень радіаційного фону. Жорстке випромінювання руйнує складні органічні молекули, що значно ускладнює існування білкової форми життя.
3. Стабільність орбіти сприяє формуванню стабільних умов на самій планеті.
4. Хімічний склад повинен бути досить різноманітний, оскільки для формування життя потрібні різні хімічні елементи.